# Arnaut Danjuma
Arnaut Danjuma Groeneveld (Lagos, 31 januari 1997) is een Nederlands-Nigeriaans voetballer die doorgaans als aanvaller speelt. Hij tekende in augustus 2021 een contract bij Villarreal dat hem voor 25 miljoen euro overnam van AFC Bournemouth. In het seizoen 2024/25 speelt hij op huurbasis voor Girona. Danjuma debuteerde in 2018 als international in het Nederlands voetbalelftal.

## Clubcarrière

### PSV
Groeneveld verruilde de jeugd van TOP Oss in 2008 voor die van PSV. Hij maakte op 7 december 2015 zijn debuut in het betaalde voetbal namens Jong PSV, in een met 0−3 verloren wedstrijd tegen NAC Breda. Het was zijn enige wedstrijd voor Jong PSV.

### N.E.C.
Groeneveld verruilde PSV, waar hij geen contract kreeg, in juli 2016 voor N.E.C., dat hem in eerste instantie opnam in het beloftenteam. Hij maakte op 10 september 2016 zijn debuut in het eerste elftal, tijdens een met 4–0 verloren competitiewedstrijd thuis tegen zijn oude club PSV. Hij viel die dag na 85 minuten in. Danjuma tekende op 31 januari 2017 een contract tot medio 2020 bij N.E.C.. Vanaf maart was hij basisspeler bij N.E.C. Hij maakte op 14 mei zijn eerste goal in dienst van de Nijmegenaren. Hij maakte op aangeven van Dario Đumić de openingstreffer in een met 2–0 gewonnen uitduel tegen sc Heerenveen. Groeneveld degradeerde op 28 mei met N.E.C. naar de Eerste divisie. 
Hij begon het seizoen 2017/18 met een goal en twee assists in een 3-1 overwinning op Almere City. Hij stond na elf speelrondes op vier goals en tien assists. Geen enkele speler in de competitie kwam tot meer assists dan hij (17). Hij eindigde dat seizoen op 13 goals en 17 assists in 30 wedstrijden, maar promoveerde niet met de club. N.E.C. eindigde als derde en bereikte de play-offs om promotie/degradatie met de club, maar verloor van FC Emmen.

### Club Brugge
Hij tekende in juni 2018 een contract tot medio 2022 bij Club Brugge, de regerend kampioen van de Eerste klasse. Hij ging daar spelen met zijn tweede voornaam Danjuma op het shirt. Hij debuteerde voor de club in de gewonnen wedstrijd om de Belgische Supercup 2018. In zijn eerste competitiewedstrijd scoorde hij meteen twee keer, tegen KV Kortrijk. In de tweede wedstrijd van de poulefase in de Champions League (2018/19) maakte hij het enige doelpunt van Club Brugge tegen Atlético Madrid. Danjuma werd zo de jongste Club Brugge-speler ooit die een uitdoelpunt maakte in de Champions League. Danjuma liep in november 2018 een enkelblessure op en maakte in maart 2019 zijn rentree, maar was zijn basisplaats kwijtgeraakt aan Krépin Diatta. Hij kwam tot zes goals en vier assists in zijn eerste seizoen.

### Bournemouth
Danjuma tekende in augustus 2019 een contract tot medio 2024 bij Bournemouth, toen de nummer veertien van de Premier League. De club betaalde daarvoor €16.400.000 aan Club Brugge. Hij maakte op 25 september tegen Burton Albion in de EFL Cup zijn debuut. Drie dagen later maakte hij tegen West Ham United ook zijn debuut in de Premier League. Tussen december en maart lag hij eruit met een gebroken voet. Met Bournemouth degradeerde hij in de zomer van 2020 uit de Premier League. 
Een niveau lager kwam Danjuma op gang. Hij scoorde in zijn eerste wedstrijd in de Championship tegen Blackburn Rovers. Hij beleefde zijn beste periode in maart en april 2021. Toen was hij goed voor acht goals en vijf assists in negen wedstrijden, mede waardoor de club de play-offs voor promotie haalde. Ook werd hij uitgeroepen tot Champions Player of the Month voor april. In de eerste halve finale tegen Brentford scoorde hij de enige treffer van de wedstrijd en ook in de return scoorde hij namens Bournemouth, maar door een 3–1 nederlaag promoveerde Danjuma niet. Hij scoorde in dat seizoen in totaal zeventien goals en acht assists. Hij werd uitgeroepen tot Speler van het Jaar van Bournemouth en werd bovendien opgeroepen in het Championship Team of the Season. 

### Villarreal
Na twee seizoenen in Engeland maakte Danjuma in augustus 2021 de overstap naar Europa League-winnaar Villarreal. Hij maakte voor 25 miljoen euro de overstap naar Spanje, waar hij een vijfjarig contract tekende. Hij scoorde zijn eerste doelpunt in de Primera División op 29 augustus 2021 in de gelijkgespeelde uitwedstrijd tegen Atlético Madrid, nadat hij een week eerder tegen Espanyol zijn debuut voor de club maakte.  Bij Villarreal speelde hij ook in de Champions League. In de eerste helft van seizoen 2021/22 presteerde hij boven verwachting. Op 19 februari 2022 was hij goed voor een hattrick in een 4–1 overwinning op Granada. Dat seizoen scoorde hij zes doelpunten in de Champions League, waarin Villarreal tot de halve finale reikte. Hij scoorde onder meer de enige treffer van de wedstrijd tegen Bayern München in de heenwedstrijd om de kwartfinale. In totaal scoorde Danjuma zestien keer, met afstand zijn beste seizoen op het hoogste niveau. Nadat hij de eerste maand van het seizoen 2022/23 miste door spierproblemen, werd hij vooral gebruikt als invaller. 

### Tottenham Hotspur
Op 25 januari 2023 maakte Tottenham Hotspur bekend dat ze Danjuma overnemen voor de rest van het seizoen. Hij leek lange tijd op weg naar Everton, waar hij ook de medische keuring al doorstaan had, maar daar nam de onrust toe door het ontslag van trainer Frank Lampard. Bij Tottenham werd Danjuma als extra optie gezien om sterspelers Son Heung-min en Harry Kane wat vaker rust te geven. Hij maakte op 28 januari in de FA Cup tegen Preston North End zijn debuut en was direct trefzeker. Zijn eerste en enige Premier League-doelpunt voor Tottenham scoorde Danjuma op 15 april tegen AFC Bournemouth, hoewel die wedstrijd verloren ging. 

### Everton
Een half jaar later werd Danjuma alsnog verhuurd aan Everton, dat inmiddels met Sean Dyche een nieuwe trainer had. Op 12 augustus maakte hij tegen Fulham zijn debuut voor de club. Op 30 augustus scoorde Danjuma in de EFL Cup tegen Doncaster Rovers zijn eerste doelpunt voor de club. Drie dagen later tegen Sheffield United ook zijn eerste Premier League-doelpunt voor Everton, waarmee hij een punt redde voor zijn team. Het bleken zijn enige goals voor Everton: vanaf februari 2024 kwam hij tot geen minuut meer voor Everton.

### Girona
Hoewel Danjuma goed was voor twee goals in zijn eerste drie wedstrijden terug bij Villarreal, werd hij in de zomer van 2024 voor de derde keer verhuurd door Villarreal, ditmaal aan competitiegenoot Girona. Daar ging hij samenspelen met landgenoten Daley Blind, Donny van de Beek en Gabriel Misehouy. Hij maakte op 1 september zijn debuut tegen Sevilla. Op 20 december scoorde hij tegen Real Valladolid zijn eerste doelpunt voor Girona. Hij scoorde ook in de laatste Champions League-groepswedstrijd tegen Arsenal.

## Clubstatistieken
| Seizoen                          | Club               | Competitie       | Competitie | Competitie | Beker | Beker | Internationaal | Internationaal | Overig | Overig | Totaal | Totaal |
| Seizoen                          | Club               | Competitie       | Wed.       | Dlp.       | Wed.  | Dlp.  | Wed.           | Dlp.           | Wed.   | Dlp.   | Wed.   | Dlp.   |
| -------------------------------- | ------------------ | ---------------- | ---------- | ---------- | ----- | ----- | -------------- | -------------- | ------ | ------ | ------ | ------ |
| 2015/16                          | Jong PSV           | Eerste divisie   | 1          | 0          | 0     | 0     | –              | –              | –      | –      | 1      | 0      |
| 2016/17                          | N.E.C.             | Eredivisie       | 12         | 1          | 0     | 0     | –              | –              | 4      | 0      | 16     | 1      |
| 2017/18                          | N.E.C.             | Eerste divisie   | 28         | 11         | 2     | 2     | –              | –              | –      | –      | 30     | 13     |
| 2018/19                          | Club Brugge        | Eerste klasse    | 20         | 5          | 1     | 0     | 2              | 1              | 1      | 0      | 24     | 6      |
| 2019/20                          | Club Brugge        | Eerste klasse    | 1          | 0          | 0     | 0     | 0              | 0              | –      | –      | 1      | 0      |
| 2019/20                          | AFC Bournemouth    | Premier League   | 14         | 0          | 1     | 0     | –              | –              | –      | –      | 15     | 0      |
| 2020/21                          | AFC Bournemouth    | Championship     | 35         | 17         | 2     | 0     | –              | –              | 1      | 1      | 38     | 18     |
| 2021/22                          | Villarreal         | Primera División | 23         | 10         | 0     | 0     | 11             | 6              | –      | –      | 34     | 16     |
| 2022/23                          | Villarreal         | Primera División | 10         | 2          | 2     | 2     | 5              | 2              | –      | –      | 17     | 6      |
| 2022/23                          | →Tottenham Hotspur | Premier League   | 9          | 1          | 2     | 1     | 1              | 0              | –      | –      | 12     | 2      |
| 2023/24                          | → Everton          | Premier League   | 14         | 1          | 6     | 1     | –              | –              | –      | –      | 20     | 2      |
| 2024/25                          | Villarreal         | Primera División | 3          | 2          | 0     | 0     | –              | –              | –      | –      | 3      | 2      |
| 2024/25                          | → Girona           | Primera División | 25         | 2          | 2     | 0     | 7              | 1              | –      | –      | 34     | 3      |
| Carrière totaal                  | Carrière totaal    | Carrière totaal  | 185        | 52         | 16    | 6     | 21             | 10             | 6      | 1      | 228    | 69     |
| Bijgewerkt t/m 11 augustus 2025. |                    |                  |            |            |       |       |                |                |        |        |        |        |

## Interlandcarrière
Danjuma debuteerde op 13 oktober 2018 in het Nederlands elftal, in een met 3–0 gewonnen interland in de Nations League tegen Duitsland. Ronald Koeman bracht hem na 68 minuten in voor Ryan Babel. Drie dagen later, tijdens zijn eerste basisplaats in Oranje, maakte hij zijn eerste doelpunt voor Nederland, in een oefeninterland tegen België.
Na drie jaar uit beeld te zijn geweest bij Oranje, maakte hij onder bondscoach Louis van Gaal op 9 oktober 2021 zijn rentree in de selectie als vervanger van Cody Gakpo, die in de wedstrijd tegen Letland een hersenschudding opliep. Twee dagen later maakte Danjuma zijn rentree in Oranje tegen Gibraltar. Hij verving Steven Berghuis en maakte zijn tweede goal op aangeven van Wout Weghorst. In 2022 behoorde hij wel tot de voorlopige, maar niet tot de definitieve selectie voor het WK 2022.
| Interlands van Arnaut Danjuma voor Nederland | Interlands van Arnaut Danjuma voor Nederland | Interlands van Arnaut Danjuma voor Nederland | Interlands van Arnaut Danjuma voor Nederland | Interlands van Arnaut Danjuma voor Nederland | Interlands van Arnaut Danjuma voor Nederland |
| №                                            | Datum                                        | Wedstrijd                                    | Uitslag                                      | Soort Wedstrijd                              | Doelpunten                                   |
| -------------------------------------------- | -------------------------------------------- | -------------------------------------------- | -------------------------------------------- | -------------------------------------------- | -------------------------------------------- |
|                                              |                                              |                                              |                                              |                                              |                                              |
| Als speler bij Club Brugge                   | Als speler bij Club Brugge                   | Als speler bij Club Brugge                   | Als speler bij Club Brugge                   | Als speler bij Club Brugge                   | 1                                            |
| 1.                                           | 13 oktober 2018                              | Nederland – Duitsland                        | 3 – 0                                        | Nations League 2018/19                       |                                              |
| 2.                                           | 16 oktober 2018                              | België – Nederland                           | 1 – 1                                        | Vriendschappelijk                            | 27'                                          |
| Als speler bij Villarreal                    | Als speler bij Villarreal                    | Als speler bij Villarreal                    | Als speler bij Villarreal                    | Als speler bij Villarreal                    | 1                                            |
| 3.                                           | 11 oktober 2021                              | Nederland – Gibraltar                        | 6 – 0                                        | Kwalificatie WK 2022                         | 75'                                          |
| 4.                                           | 13 november 2021                             | Montenegro – Nederland                       | 2 – 2                                        | Kwalificatie WK 2022                         |                                              |
| 5.                                           | 16 november 2021                             | Nederland – Noorwegen                        | 2 – 0                                        | Kwalificatie WK 2022                         |                                              |
| 6.                                           | 26 maart 2022                                | Nederland – Denemarken                       | 4 – 2                                        | Vriendschappelijk                            |                                              |

## Erelijst
| Belgische Supercup | 1x | 2018 |